# Tous les espoirs sont permis
Pour le film de 2003, voir Hope Springs.
Pour plus de détails, voir Fiche technique et Distribution.
Tous les espoirs sont permis ou L'espoir est à Hope Springs au Québec (Hope Springs) est un film américain réalisé par David Frankel, sorti le 8 août 2012 aux États-Unis.

## Synopsis
Après trente ans de mariage, un couple dans la soixantaine assiste à une semaine intense de thérapie de couple pour tenter de sauver leur mariage. Kay convainc après maintes difficultés son époux, Arnold, d'aller voir un psy du mariage qui leur donne les étapes à suivre pour remettre leur mariage sur pied.

## Fiche technique
- Titre : Hope Springs
- Réalisation : David Frankel
- Musique : Theodore Shapiro
- Directeur de la photographie : Florian Ballhaus (en)
- Montage : Steven Weisberg
- Distribution des rôles : Margery Simkin
- Décors : Stuart Wurtzel
  - Décorateur de plateau : George DeTitta Jr. (en)
- Direction artistique : Patricia Woodbridge
- Distribution : Columbia Pictures  ; Metropolitan FilmExport
- Budget : 30 millions de dollars américains
- Genre : Comédie dramatique
- Pays :  États-Unis
- Langue : anglais
- Date de sortie : 8 août 2012  ; 10 octobre 2012

## Distribution
- Meryl Streep (V. F. : Frédérique Tirmont et V. Q. : Marie-Andrée Corneille) : Kay Soames
- Tommy Lee Jones (V. F. : Samuel Labarthe et V. Q. : Éric Gaudry) : Arnold Soames
- Steve Carell (V. F. : Constantin Pappas et V. Q. : François Godin) : Dr Bernie Feld
- Mimi Rogers (V. F. : Martine Irzenski) : Carol
- Becky Ann Baker (V. F. : Blanche Ravalec) : Cora
- Ann Harada (en) (V. F. : Catherine Artigala) : Ann
- Jean Smart (V. F. : Martine Meirhaeghe et V. Q. : Claudine Chatel) : Eileen
- Elisabeth Shue (V. F. : Hélène Bizot) : Karen la Barmaid
- Damian Young : Mike, l'aubergiste

Source et légende : Version française (V. F.) sur AlloDoublage et Version québécoise (V. Q.) sur Doublage.qc.ca

## Sortie et accueil
Le film connaît un succès commercial au box-office, rapportant 133 085 295 $ de recettes mondiales, dont 63 536 011 $ aux États-Unis, où il a démarré à la quatrième place du box-office avec 14 650 121 $ lors de son week-end d'ouverture.
En France, l'accueil est plus limité avec 242 907 entrées en sept semaines d'exploitation, après un démarrage à la septième place avec 127 872 entrées pour sa première semaine en salles.

## Clin d’œil
Lorsque Kay et Arnold essaient d'avoir un rapport sexuel dans une salle de cinéma, le film français qui y est projeté est Le Dîner de cons de Francis Veber, en version originale, sous-titrée pour les protagonistes. On y aperçoit notamment Jacques Villeret et Thierry Lhermitte, et l'on entend les voix de Francis Huster et Catherine Frot bien que les séquences vues et entendues soient à des moments différents dans le long-métrage.
Dans le remake américain du Dîner de cons, The Dinner, le personnage du « con » joué par Jacques Villeret a justement été repris par Steve Carell, qui dans Tous les espoirs sont permis incarne le thérapeute du couple en crise de Kay et Arnold.